# المعموق (ذي السفال)

تعديل مصدري - تعديل

المعموق محلة تابعة لقرية الزبور، التابعة لعزلة ريده ورياد بمديرية ذي السفال إحدى مديريات محافظة إب في الجمهورية اليمنية، بلغ تعداد سكانها 94 حسب تعداد اليمن لعام 2004.